# Morti nel 1964/Novembre
| Questa pagina contiene informazioni ricavate automaticamente dalle voci biografiche con l'ausilio del template Bio e di un bot. L'aggiornamento è periodico e automatico e ricostruisce completamente la pagina. Se manca una persona in questa lista, sei pregato di non aggiungerla, ma accertati piuttosto che la sua voce biografica contenga il template Bio e che i dati anagrafici siano correttamente compilati. Se il template Bio manca, inseriscilo tu stesso o, in alternativa, metti l'avviso {{tmp\|Bio}} che ne segnala la mancanza. Se i dati riportati sono sbagliati, correggi direttamente la voce biografica; le modifiche saranno visibili in questa lista entro pochi giorni. Per chiarimenti vedi il progetto biografie. La lista contiene solo le 88 persone che sono citate nell'enciclopedia e per le quali è stato implementato correttamente il template Bio. Pagina aggiornata al 3 mar 2024. |

- 1º novembre - William Emet Blatz, psicologo canadese (n. 1895)
- 1º novembre - Doc Carlson, giocatore di football americano, allenatore di pallacanestro e giocatore di baseball statunitense (n. 1894)
- 1º novembre - Karl von Graffen, generale tedesco (n. 1893)
- 1º novembre - Sture Lagerwall, attore e regista svedese (n. 1908)
- 1º novembre - Andrij Mel'nyk, politico e militare ucraino (n. 1890)
- 3 novembre - Carlo Guzzi, progettista e imprenditore italiano (n. 1889)
- 4 novembre - Vincenzo Chiola, politico italiano (n. 1893)
- 4 novembre - Giuseppe Pietro Gagnor, vescovo cattolico italiano (n. 1884)
- 4 novembre - James Hampton, artista statunitense (n. 1909)
- 4 novembre - Sándor Prokopp, tiratore a segno ungherese (n. 1887)
- 4 novembre - Fausto Ricci, baritono italiano (n. 1892)
- 5 novembre - Piero Malvestiti, politico italiano (n. 1899)
- 5 novembre - Vasilij Sergeevič Nemčinov, statistico russo (n. 1894)
- 5 novembre - John S. Robertson, regista e attore canadese (n. 1878)
- 6 novembre - Rajendra Prakash, principe indiano (n. 1913)
- 6 novembre - Hans Karl August Simon von Euler-Chelpin, biochimico svedese (n. 1873)
- 6 novembre - Hugo Koblet, ciclista su strada e pistard svizzero (n. 1925)
- 6 novembre - Gottfried Kottmann, bobbista svizzero (n. 1932)
- 6 novembre - Anita Malfatti, pittrice brasiliana (n. 1889)
- 6 novembre - H. Beam Piper, scrittore, romanziere e scrittore di fantascienza statunitense (n. 1904)
- 6 novembre - Henri Piéron, psicologo francese (n. 1881)
- 8 novembre - Fernand Baldet, astronomo francese (n. 1885)
- 9 novembre - David Fall, tuffatore statunitense (n. 1902)
- 9 novembre - Cecília Meireles, poetessa, docente e giornalista brasiliana (n. 1901)
- 9 novembre - Mario Novelli, cestista italiano (n. 1913)
- 9 novembre - Felix Weltsch, scrittore ceco (n. 1884)
- 10 novembre - Rudolf Gerhardt, ufficiale tedesco (n. 1896)
- 10 novembre - Sam Newfield, regista statunitense (n. 1899)
- 10 novembre - Paolo Venerosi Pesciolini, politico italiano (n. 1896)
- 10 novembre - Pierre de Polignac, duca (n. 1895)
- 11 novembre - Juan de Dios Filiberto, compositore e direttore d'orchestra argentino (n. 1885)
- 11 novembre - Ilka Grüning, attrice austriaca (n. 1876)
- 11 novembre - Eduard Steuermann, pianista e compositore austriaco (n. 1892)
- 12 novembre - Heinz Jost, funzionario tedesco (n. 1904)
- 12 novembre - Aldo Silvani, attore, regista e doppiatore italiano (n. 1891)
- 12 novembre - Grace Valentine, attrice statunitense (n. 1884)
- 13 novembre - Oddo Bernacchia, vescovo cattolico italiano (n. 1880)
- 13 novembre - Gabriele Santini, direttore d'orchestra italiano (n. 1886)
- 14 novembre - Heinrich von Brentano, politico tedesco (n. 1904)
- 14 novembre - August Desch, ostacolista statunitense (n. 1898)
- 14 novembre - Cipriano Nunes dos Santos, calciatore portoghese (n. 1901)
- 15 novembre - Vittorio Meichsner de Meichsenau, politico italiano (n. 1881)
- 15 novembre - Ove Ødegaard, calciatore norvegese (n. 1931)
- 15 novembre - William Raeside, allenatore di calcio scozzese (n. 1892)
- 15 novembre - Montgomery Wilson, pattinatore artistico su ghiaccio canadese (n. 1909)
- 16 novembre - John Emery, attore statunitense (n. 1905)
- 17 novembre - Karl Arning, generale tedesco (n. 1892)
- 17 novembre - Lidija Ryndina, attrice russa (n. 1883)
- 18 novembre - Tommaso Besozzi, giornalista e scrittore italiano (n. 1903)
- 18 novembre - Arnaldo De Valles, giurista e avvocato italiano (n. 1887)
- 18 novembre - Jan Dvořáček, calciatore cecoslovacco (n. 1898)
- 18 novembre - Maria Maltoni, insegnante italiana (n. 1890)
- 18 novembre - Gesumino Mastino, politico italiano (n. 1889)
- 18 novembre - José León Pagano, scrittore, drammaturgo e pittore argentino (n. 1875)
- 18 novembre - Enrico Teodoro Pigozzi, imprenditore italiano (n. 1898)
- 19 novembre - Gerhard Bersu, archeologo tedesco (n. 1889)
- 19 novembre - Margarita Ferreras, poetessa spagnola (n. 1900)
- 20 novembre - Marguerite Jamois, attrice teatrale francese (n. 1901)
- 21 novembre - Paul Bernier, arcivescovo cattolico canadese (n. 1906)
- 22 novembre - George Tomasini, montatore statunitense (n. 1909)
- 22 novembre - Luciano Vieri, cantante italiano (n. 1945)
- 23 novembre - Antonio Maria Bettanini, giurista, storico e presbitero italiano (n. 1884)
- 23 novembre - Leonardo Cerini, chimico italiano (n. 1883)
- 23 novembre - Edward Celestin Daly, vescovo cattolico statunitense (n. 1894)
- 23 novembre - Ippolito Radaelli, militare e avvocato italiano (n. 1883)
- 24 novembre - Giovanni Balbi di Robecco, calciatore, aviatore e tennista italiano (n. 1883)
- 24 novembre - William O'Dwyer, politico e diplomatico irlandese (n. 1890)
- 24 novembre - Giuseppe Papalia, politico italiano (n. 1897)
- 25 novembre - Clarence Kolb, attore statunitense (n. 1874)
- 26 novembre - Joe Forshaw, maratoneta statunitense (n. 1881)
- 26 novembre - Bodil Ipsen, attrice e regista danese (n. 1889)
- 26 novembre - Hedwig Kohn, fisica tedesca (n. 1887)
- 26 novembre - Louis Prével, canottiere francese (n. 1879)
- 27 novembre - Lajos Lutz, calciatore e allenatore di calcio ungherese (n. 1900)
- 27 novembre - Lina Waterfield, giornalista e scrittrice britannica (n. 1874)
- 28 novembre - Jimmy McMullan, allenatore di calcio e calciatore scozzese (n. 1895)
- 28 novembre - Charles Meredith, attore statunitense (n. 1894)
- 28 novembre - Lamberto Petri, calciatore italiano (n. 1910)
- 28 novembre - Ville Pörhölä, discobolo, martellista e pesista finlandese (n. 1897)
- 28 novembre - Billy Walker, calciatore e allenatore di calcio inglese (n. 1897)
- 29 novembre - Andre de Kruijff, calciatore olandese (n. 1895)
- 29 novembre - Adolfo Tunesi, ginnasta italiano (n. 1887)
- 29 novembre - Anne de Vries, scrittore e insegnante olandese (n. 1904)
- 30 novembre - Vittorio Calef, giornalista, poeta e scrittore italiano (n. 1919)
- 30 novembre - Albertina Baldi, cantante lirica italiana (n. 1889)
- 30 novembre - Giannetto Bongiovanni, giornalista e scrittore italiano (n. 1890)
- 30 novembre - Edward Hanney, calciatore e allenatore di calcio inglese (n. 1889)
- 30 novembre - Alberto Tarchiani, giornalista, politico e diplomatico italiano (n. 1885)